# Clásica de Ordizia 2013
La XC Prueba Villafranca-Ordiziako Klasikoa (Gran Premio Ordiziako Udala) fue una prueba ciclista disputada el 25 de julio de 2013 por el recorrido habitual de esta carrera en los últimos años sobre un trazado de 165,7 km.
La prueba pertenecerá al UCI Europe Tour 2012-2013 de los Circuitos Continentales UCI, dentro de la categoría 1.1.
Participarán 12 equipos. Los 2 equipos españoles de categoría UCI ProTeam (Euskaltel-Euskadi y Movistar Team); el único de categoría Profesional Continental (Caja Rural-Seguros RGA); y los 2 de categoría Continental (Burgos BH-Castilla y León y Euskadi). En cuanto a representación extranjera, estarán 8 equipos: los ProTeam del Cannondale Pro Cycling, Katusha, Orica GreenEDGE; los Profesionales Continentales franceses del Bretagne-Séché Environnement, Cofidis, Solutions Crédits, Sojasun; y el
Continental del Lokosphinx. Formando así un pelotón de 116 ciclistas, con entre 7 (Katusha) y 10 corredores por equipo aunque finalmente fueron 108 tras la no presentación de Lokosphinx.
El ganador final fue Daniel Teklehaymanot tras escaparse en los últimos kilómetros de un grupo de 9 corredores. Le acompañaron en el podio Ángel Madrazo y David Arroyo, respectivamente.

## Clasificación final
| \| Posición \| Ciclista \| Equipo \| Tiempo \| \| -------- \| -------------------- \| -------------------------- \| --------------- \| \| 1. \| Daniel Teklehaymanot \| Orica GreenEDGE \| 3 h 55 min 18 s \| \| 2. \| Ángel Madrazo \| Movistar \| a 2 s \| \| 3. \| David Arroyo \| Caja Rural-Seguros RGA \| a 8 s \| \| 4. \| Wesley Sulzberger \| Orica GreenEDGE \| m.t. \| \| 5. \| Jesús Herrada \| Movistar \| m.t. \| \| 6. \| Alessandro De Marchi \| Cannondale \| m.t. \| \| 7. \| Gorka Verdugo \| Euskaltel Euskadi \| m.t. \| \| 8. \| Nicolas Edet \| Cofidis, Solutions Crédits \| m.t. \| \| 9. \| Marcos García \| Caja Rural-Seguros RGA \| a 15 s \| \| 10. \| Egoitz García \| Cofidis, Solutions Crédits \| a 53 s \| |                      |                            |                 |
| Posición | Ciclista             | Equipo                     | Tiempo          |
| 1. | Daniel Teklehaymanot | Orica GreenEDGE            | 3 h 55 min 18 s |
| 2. | Ángel Madrazo        | Movistar                   | a 2 s           |
| 3. | David Arroyo         | Caja Rural-Seguros RGA     | a 8 s           |
| 4. | Wesley Sulzberger    | Orica GreenEDGE            | m.t.            |
| 5. | Jesús Herrada        | Movistar                   | m.t.            |
| 6. | Alessandro De Marchi | Cannondale                 | m.t.            |
| 7. | Gorka Verdugo        | Euskaltel Euskadi          | m.t.            |
| 8. | Nicolas Edet         | Cofidis, Solutions Crédits | m.t.            |
| 9. | Marcos García        | Caja Rural-Seguros RGA     | a 15 s          |
| 10. | Egoitz García        | Cofidis, Solutions Crédits | a 53 s          |